# Fira Internacional del Llibre de Buenos Aires
La Fira Internacional del Llibre de Buenos Aires es realitza tots els anys durant els mesos d'abril i maig a la Ciutat de Buenos Aires, Argentina. Les Fires de Llibres poden ser: professionals, quan estan orientades per a un públic immers en l'ambient editorial, o mixtes quan estan obertes a més per al públic en general. La de Buenos Aires és mixta i està entre les 5 fires més importants del món (en la visió editorial i lletrada és la més transcendent de parla hispana), juntament amb les de Frankfurt, São Paulo, Guadalajara, Londres i la Book Expo America.
És un dels esdeveniments culturals i editorials més importants de Llatinoamèrica; actuant com un lloc de trobada entre autors, editors, llibreters, distribuïdors, educadors, bibliotecaris, científics i més d'1.200.000 lectors de tot el món.

## Organitzador

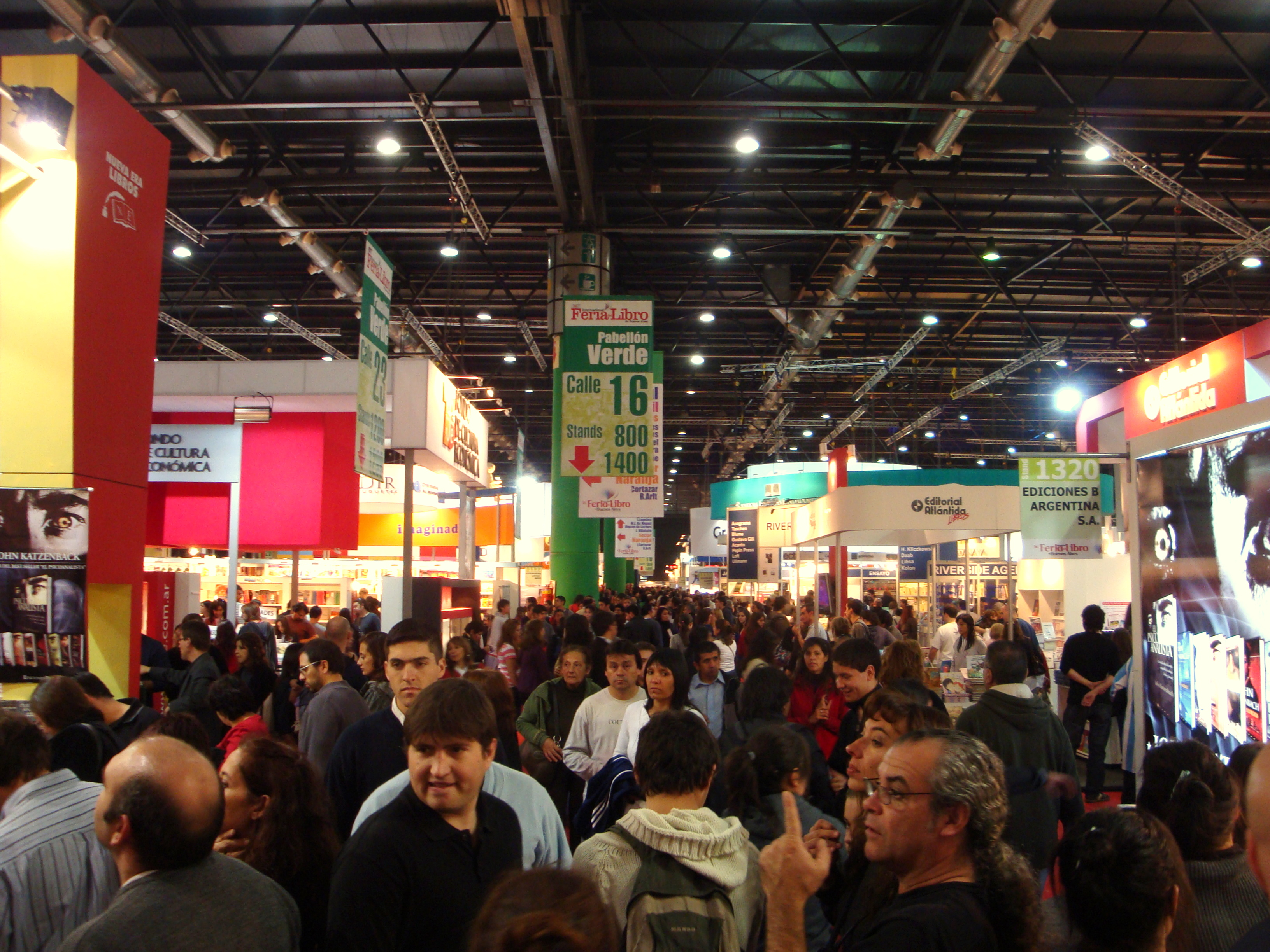
Interior de la Fira, en la seva 36a edició, de l'any 2010.

Organitzada per la Fundación El Libro, una entitat civil sense finalitats de lucre, integrada per la Sociedad Argentina de Escritores, la Cambra Argentina del Llibre, la Cambra Argentina de Publicacions, el Sector de Llibres i Revistes de la Cambra Espanyola de Comerç, la Federació Argentina de la Indústria Gràfica i Afins, i la Federació Argentina de Llibreries, Papereries i Afins.Aquesta fundació també organitza la Fira del Llibre Infantil i Juvenil.

## Característiques

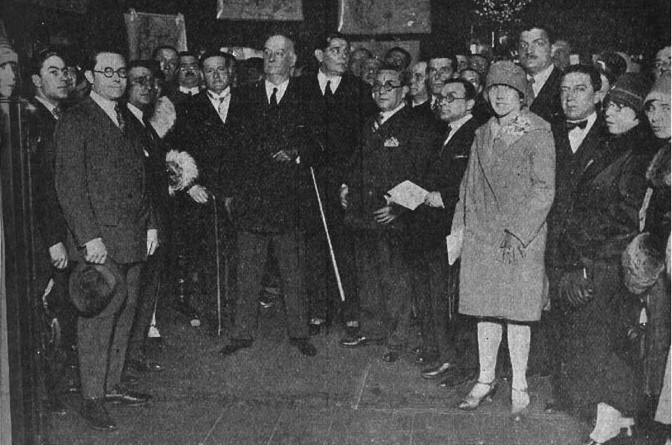
La primera Fira del Llibre a Argentina va tenir lloc a Buenos Aires, al setembre de l'any 1928, a la foto es troba el president Marcelo T. d'Alvear amb els seus ministres Roberto Ortiz i José Tamborini, recorrent en el dia de la inauguració.

Obre les seves portes en el mes d'abril de cada any i es desenvolupa durant gairebé tres setmanes en La Rural, Predio Firal de Buenos Aires. Abans de l'obertura al públic es realitzen les Jornades de Professionals del Llibre, les Jornades Internacionals d'Educació i la Reunió Nacional de Bibliotecaris.
La Fira a través dels anys

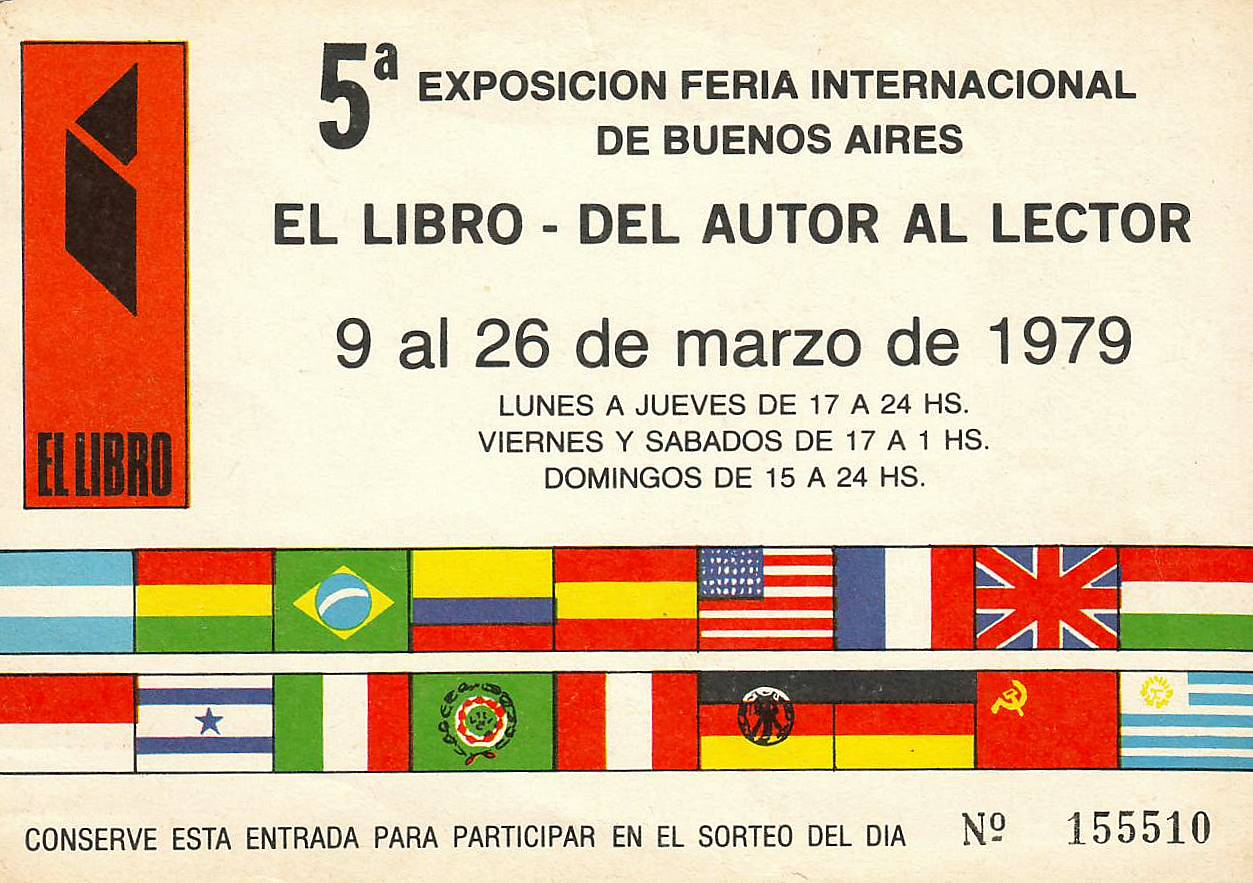
Entrada a la Fira de 1979.

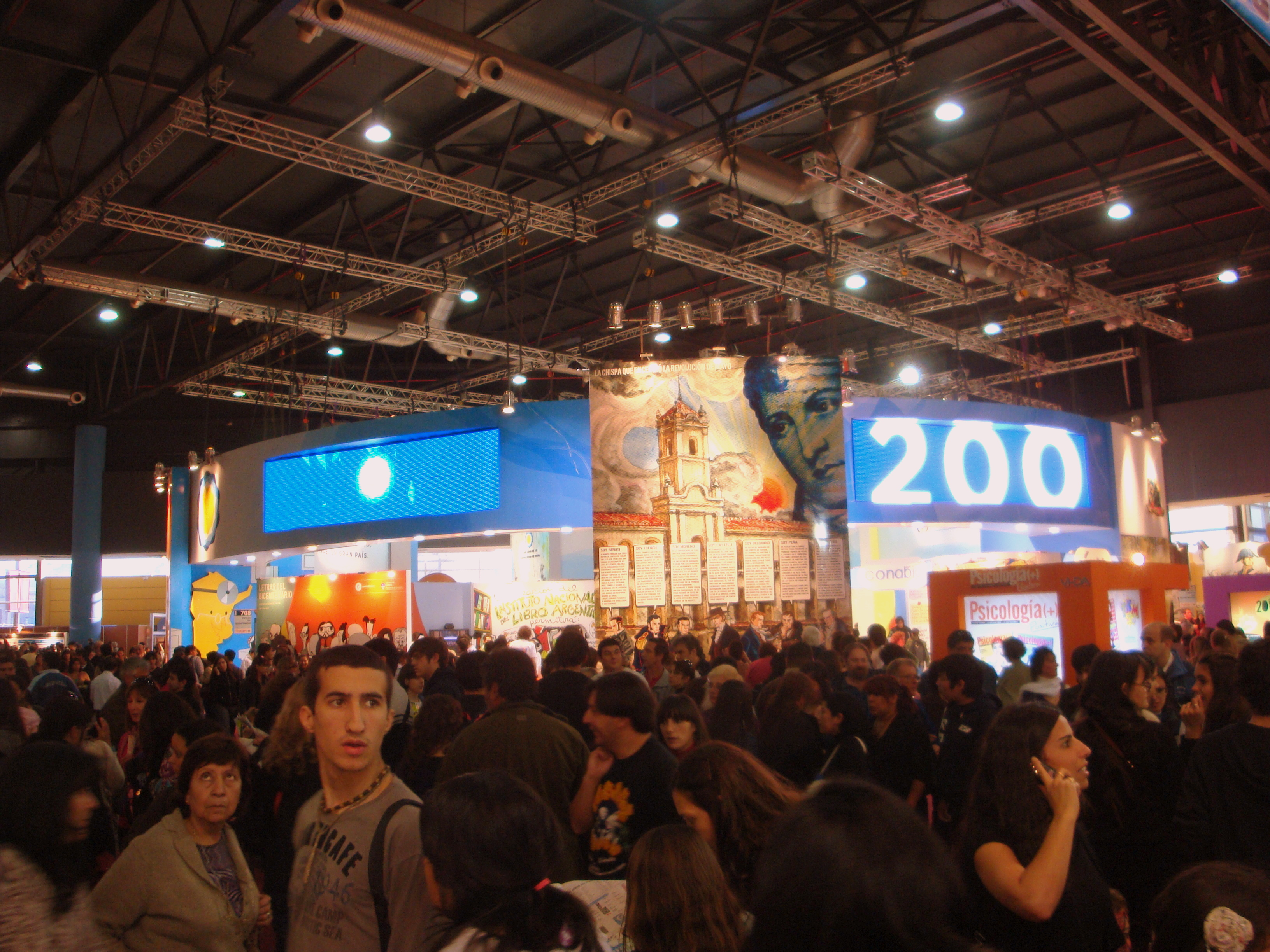
Stand dedicat al Bicentenari de l'Argentina, durant l'edició 2010.

L'Exposició Fira Internacional de Buenos Aires - Des de l'Autor al Lector es va realitzar per primera vegada durant març de 1975 al Centre d'Exposicions de la Ciutat de Buenos Aires. En aquesta Mostra van participar 116 expositors de 7 països, que es van instal·lar en un espai de 7.500 m2, i van concórrer 140.000 visitants. Una de les característiques de la Fira és la nodrida oferta d'activitats culturals realitzades per figures de la literatura, que en aquesta primera edició van arribar a les 50.
La Fira va créixer de manera exponencial any rere any en les seves més de 30 edicions. Les últimes exposicions van ocupar un espai de més de 45.000 m2 i van participar prop d'1.500 expositors d'uns 50 països. A més, es caracteritza per una concurrència massiva de públic, que supera els 1.200.000 visitants.
La Fira va ser premiada amb un Esment Especial per la Fundació Konex en l'edició de 1994 dels Premis Konex referits a les Lletres de l'Argentina.

## Participacions especials
La Fira va sorgir sota la premissa de reunir, en un mateix àmbit, a lectors i autors. En els seus més tres dècades ha congregat als més prestigiosos autors, escriptors i pensadors. Entre les participacions memorables els noms van des de Paul Auster a Wilbur Smith en una àmplia corba que inclou a Ray Bradbury, Italo Calvino, Susan Sontag, José Saramago, Mario Vargas Llosa, Tom Wolfe, Muhammad Yunus, Arturo Pérez-Reverte, i molts més.

## Ciutats Convidades
- Amsterdam, Països Baixos (2013).
- São Paulo, Brasil (2014).
- Ciutat de Mèxic, Mèxic (2015).
- Santiago de Compostel·la, Espanya (2016).
- Los Angeles, Estats Units (2017).